# Ecuația Schrödinger neliniară
Această pagină este pentru ecuația iψt = −½ψxx + κ|ψ|2ψ. Pentru ecuația iψt = −½ψxx + V(x)ψ + κ|ψ|2ψ, folosită în teoria Bose–Einstein, vezi ecuația Gross–Pitaevskii.
În fizica teoretică ecuația neliniară a lui Schrödinger (NLSE) este versiunea neliniară a ecuației lui Schrödinger. Este o ecuație a unui câmp clasic cu aplicații în optică si unde generate de vânt. Spre deosebire de ecuația Schrödinger liniară, ecuația neliniară nu descrie niciodată evoluția în timp a unei stări cuantice. Ea este exemplul unui model integrabil.
În mecanica cuantică, ecuația neliniară este un exemplu al câmplului neliniar Schrödinger, iar când acesta este cuantificat canonic, descrie o particulă bosonică interacționând cu funcția delta – particulele respingându-se sau atrăgându-se atunci când se află în același punct. Ecuația neliniară a lui Schrödinger este integrabilă atunci când particulele se mișcă în spațiul unidimensional. Când forța repulsivă tinde spre infinit, ecuația neliniară Schrödinger bosonică este echivalentă cu fermionul liber din unidimensional.

## Ecuația
Ecuația Schrödinger neliniară este o ecuație cu derivate parțiale
{\displaystyle i\partial _{t}\psi =-{1 \over 2}\partial _{x}^{2}\psi +\kappa |\psi |^{2}\psi }
pentru un câmp complex ψ.
Această ecuație provine din Hamiltonianul:
{\displaystyle H=\int dx\left[{1 \over 2}|\partial _{x}\psi |^{2}+{\kappa  \over 2}|\psi |^{4}\right]}
cu parantezele lui Poisson:
{\displaystyle \{\psi (x),\psi (y)\}=\{\psi ^{*}(x),\psi ^{*}(y)\}=0\,}
{\displaystyle \{\psi ^{*}(x),\psi (y)\}=i\delta (x-y).\,}

## Versiunea cuantică
Pentru a obține versiunea cuantificată, pur și simplu se înlocuiesc parantezele Poisson prin comutatori:
{\displaystyle [\psi (x),\psi (y)]=[\psi ^{*}(x),\psi ^{*}(y)]=0\,}
{\displaystyle [\psi ^{*}(x),\psi (y)]=-\delta (x-y)\,}
iar prin ordine normală hamiltoniană:
{\displaystyle H=\int dx\left[{1 \over 2}\partial _{x}\psi ^{\dagger }\partial _{x}\psi +{\kappa  \over 2}\psi ^{\dagger }\psi ^{\dagger }\psi \psi \right].}
Versiunea cuantică a fost rezolvată prin metoda Bethe ansatz. De asemenea a fost evaluată și funcția de corelare cuantică, vezi .

## Rezolvarea ecuației
Ecuația Schrödinger neliniară este integrabilă: ea poate fi rezolvată cu metoda dispersiei inverse. Sistemul liniar corespunzător este cunoscut sub numele de sistem Zakharov-Shabat:
{\displaystyle {\begin{aligned}\phi _{x}&=J\phi \Lambda +U\phi \\\phi _{t}&=2J\phi \Lambda ^{2}+2U\phi \Lambda +(JU^{2}-JU_{x})\phi ,\end{aligned}}}
unde
{\displaystyle \Lambda ={\begin{pmatrix}\lambda _{1}&0\\0&\lambda _{2}\end{pmatrix}},\qquad J=i\sigma _{z}={\begin{pmatrix}i&0\\0&-i\end{pmatrix}},\quad {\text{și}}\quad U=i{\begin{pmatrix}0&q\\r&0\end{pmatrix}}.}
Ecuația neliniară a lui Schrödinger apare ca o conditie de compatibilitatea a sistemului Zaharov-Shabat:
{\displaystyle \phi _{xt}=\phi _{tx}\Rightarrow U_{t}=-JU_{xx}+2JU^{2}U\Leftrightarrow {\begin{cases}iq_{t}=q_{xx}+2qrq\\ir_{t}=-r_{xx}-2qrr.\end{cases}}\,}
Setând {\displaystyle q=r^{*}\,} sau {\displaystyle q=-r^{*}\,}, se obține ecuația neliniară Schrödinger cu intercțiune atractivă sau repulsivă.
O abordare alternativă folosește direct sistemul Zaharov-Shabat și următoarea transformare Darboux:
{\displaystyle {\begin{aligned}&\phi \to \phi [1]=\phi \Lambda -\sigma \phi \\&U\to U[1]=U+[J,\sigma ]\\&\sigma =\varphi \Omega \varphi ^{-1}\end{aligned}}}
care lasă invariant sistemul.
Aici, {\displaystyle \varphi \,} este o altă matrice inversabilă, soluție a sistemului Zakharov-Shabat (diferită de {\displaystyle \phi \,}) având paramertul spectral {\displaystyle \Omega }:
{\displaystyle {\begin{aligned}\varphi _{x}&=J\varphi \Omega +U\varphi \\\varphi _{t}&=2J\varphi \Omega ^{2}+2U\varphi \Omega +(JU^{2}-JU_{x})\varphi .\end{aligned}}}
Începând cu soluția trivială {\displaystyle U=0\,}, prin iterații succesive, se obțin soluții cu n solitoni.
Soluțiile sistemului se găsesc printr-o varietate de metode, de exemplu metoda înmumătățirii intervalelor.

## Invarianța galileană
Ecuația Schrödinger neliniară este invariantă galilean în următorul sens:
Dând o soluție {\displaystyle \psi (x,t)\,}, o nouă soluție poate fi obținută înlocuind pe {\displaystyle x\,}  cu  {\displaystyle x+vt\,}  peste tot în  {\displaystyle \psi (x,t)\,}  și apoi prin adăugarea unui factor de fază  {\displaystyle e^{-iv(x+{\frac {1}{2}}vt)}:\,}
{\displaystyle \psi (x,t)\mapsto \psi _{[v]}(x,t)=\psi (x+vt,t)\;e^{-iv(x+{\frac {1}{2}}vt)}.}

## Ecuația neliniară a lui Schrödinger în fibre optice
În optică, ecuația neliniară a lui Schrödinger apare în sisteme Markov, care este un model al propagărilor undelor în fibrele optice. Funcția {\displaystyle \psi } reprezintă o undă, iar ecuația neliniară a lui Schrödinger descrie propagarea undei printr-un mediu neliniar. Derivata de ordinul doi reprezintă dispersia undei, în timp ce termenul κ reprezintă neliniaritatea ei. Ecuația modelează multe efecte din fibra oprică, precum modulația autofazică, generarea armonicii secundare, stimularea dispersiei Raman, etc.

## Ecuația neliniară a lui Schrödinger în unde generate de vânt

O secantă hiperbolică anvelopa solitonului pentru unde de suprafață din ape adânci.
Linia albastră: unde generate de vânt.
Linia roșie : anvelopa solitonului.

Pentru o undă generată de vânt, sau simplu undă de vânt (în engleză - water waves sau wind waves), ecuația Schrödinger neliniară descrie evoluția anvelopei unui grup de unde modulate. Structura hamiltonianul undei de vânt este descrisă în cartea lui Vladimir E. Zakharov din 1968. În aceeași carte Zakharov arată că, pentru un grup de unde lent modulate, amplitudinea undei satisface cu aproximație ecuația Schrödinger neliniară. Valoarea parametrului neliniar к depinde de adâncimea relativă a apei. Pentru ape adânci, cu adâncimea apei suficient de mare comparativ cu lungimea undei generată de vânt, к este negativ și poate apărea anvelopa solitonului.
Pentru ape puțin adânci, cu lungimea de undă mai mare de 4.6 ori decât adâncimea apei, parametru neliniar к este pozitiv, iar grupul de unde cu anvelopa soliton nu există. De notat că, în ape puțin adânci există unde solitare, dar ele nu sunt guvernate de ecuația Schrödinger neliniară.
Ecuația Schrödinger neliniară este importantă în explicarea formării undei extreme (numită și undă ucigașă”), care este diferită de un tsunami.
Câmpul complex ψ, așa cum apare în ecuația Schrödinger neliniară, se referă la amplitudinea și faza unei unde de vânt. Să considerăm o undă călătoare lent modulată cu elevația suprafeței apei η
de forma:
{\displaystyle \eta =a(x_{0},t_{0})\;\cos \left(k_{0}\,x_{0}-\omega _{0}\,t_{0}-\theta (x_{0},t_{0})\right),}
unde a( x0 , t0 ) și θ( x0 , t0 ) sunt amplitudinea și faza. Mai mult, ω0 și k0 sunt frecvența unghiulară constantă și numărul de undă ale undei călătoare, care trebuie să satisfacă relația de dispersie ω0 = Ω( k0 ). Atunci:
{\displaystyle \psi =a\;\exp \left(i\theta \right).}
astfel că, modulul |ψ| este aplitudinea undei a, iar argumentul arg(ψ) este faza θ. Relația dintre coordonatele fizice ( x0 , t0 ) și ( x , t ), așa cum sunt folosite în ecuația Schrödinger neliniară, sunt date de:
{\displaystyle x=k_{0}\left[x_{0}-\Omega '(k_{0})\;t_{0}\right]\qquad {\text{ și }}\qquad t=k_{0}^{2}\left[-\Omega ''(k_{0})\right]\;t_{0}.}
astfel că, ( x, t ) este sistemul de coordonate transformat care se mișcă cu viteza de grup Ω'( k0 ) a undei călătoare. Curbura dispersiei, Ω"( k0 ), este întotdeauna negativă pentru unda de vânt sub acțiunea forței gravitaționale.
Pentru undele de la suprafața apei adânci, coeficienții importanți ai ecuației neliniare Schrödinger sunt:
{\displaystyle \kappa =-2k_{0}^{2},\qquad \Omega (k_{0})={\sqrt {gk_{0}}}=\omega _{0},\qquad {\text{so}}\quad \Omega '(k_{0})={\frac {1}{2}}{\frac {\omega _{0}}{k_{0}}}\quad {\text{and}}\quad \Omega ''(k_{0})=-{\frac {1}{4}}{\frac {\omega _{0}}{k_{0}^{2}}},}
în care g este accelerația gravitațională.

## Măsuri echivalent omoloage
NLSE (1) este măsura echivalentă a ecuației Landau-Lifshitz izotrope (LLE) sau a ecuației feromagnetului Heisenberg:
{\displaystyle {\vec {S}}_{t}={\vec {S}}\wedge {\vec {S}}_{xx}.\qquad }
De notat că aceste ecuații admit câteva generalizări integrabile și neintegrabile în dimensiunea 2+1, precum ecuația Ishimori.